# Абилаев, Насыр Абдулнурович
Насыр Абдулнурович Абилаев (род. 19 ноября 1995, Махачкала) — российский футболист, играл на позиции защитника и полузащитника.

## Карьера
Начал свой путь в футболе в 2004 году в московской СШ ЦСО «Локомотив». Первый тренер — Виктор Фёдорович Артюхов. В 2011 году перешёл в «Локомотив-2», через год вернулся обратно и играл за 1994 год (на год старше). За дубль «Локомотива» сыграл 12 матчей, в основном выходил на замену. В сезоне 2013/14 годов провёл 10 игр в составе «Сумгаита» в чемпионате Азербайджана (выходил на замену и пару матчей в основном составе за дубль). В 2014 году вернулся в Махачкалу в РДЮСШОР-2, где отыграл полгода. В феврале 2016 года переехал в Москву и выступал за молодёжный состав «Химки». В сезоне 2016/2017 года сыграл 6 матчей за «Сумгаит» в чемпионате Азербайджана. Откуда в августе этого года перешёл в «Анжи», но через день был отзаявлен. В конце августа 2017 года пополнил ряды клуба «Легион Динамо». 27 августа 2017 года дебютировал за клуб в выездном матче против ростовского СКА.